# كارل ويمان (إحاثي)
كارل يوهان جوزيف إرنست ويمان (بالسويدية: Carl Wiman)‏ (1867 - 1944) هو عالم حفريات سويدي وأول أستاذ في علم الحفريات في جامعة أوبسالا. نشر في مجموعة متنوعة من الموضوعات بما في ذلك البطاريق المنقرضة، وأحافير الديناصورات المرسلة إلى السويد من الصين وحوض سان خوان في نيو مكسيكو (الولايات المتحدة الأمريكية). وهو مسؤول عن تسمية أجناس Helopus (التي أعيدت تسميتها إلى Euhelopus لأن اسم Helopus كان مستخدما بالفعل).
ومن المسلم به أنه معروف لإسهاماته في علم المتحجرات وخصوصا في تسمية طيور البطريق المنقرضة.

## روابط خارجية
- Parish book of births in National Archives of Sweden